# Sprungfunktion (Maßtheorie)
Als Sprungfunktion bezeichnet man in der Maßtheorie spezielle reelle Funktionen, die den Treppenfunktionen sehr ähnlich sind. Sprungfunktionen finden sich beispielsweise bei der Lebesgue-Zerlegung von Funktionen oder im Umfeld von Lebesgue-Stieltjes-Maßen, wo sie charakteristischerweise die Verteilungsfunktionen von rein atomaren Maßen bilden.

## Definition
Eine reelle Funktion {\displaystyle G} heißt eine Sprungfunktion, wenn es eine höchstens abzählbare Menge {\displaystyle A\subset \mathbb {R} } und eine Abbildung
{\displaystyle p\colon A\to (0,\infty )}
gibt, für die
{\displaystyle \sum _{y\in A\cap [-n;n]}p(y)<\infty }
für alle {\displaystyle n\in \mathbb {N} } gilt und {\displaystyle G} eine Darstellung als
{\displaystyle G(x)={\begin{cases}\alpha -\sum _{y\in A\cap (x;0]}p(y)&{\text{ für }}x<0\\\alpha +\sum _{y\in A\cap (0;x]}p(y)&{\text{ für }}x\geq 0\end{cases}}}.
für ein {\displaystyle \alpha \in \mathbb {R} } besitzt.

## Bemerkung
Bei der Definition entspricht {\displaystyle A} der Menge der Sprungstellen und die Funktion {\displaystyle p} entspricht dem „Gewicht“ der Sprungstelle, also um wie viel die Funktion nach oben springt. Die Anforderung an die Gewichte
{\displaystyle \sum _{y\in A\cap [-n;n]}p(y)<\infty }
stellt sicher, dass sich nicht lokal an einer Stelle so viel Gewicht befindet, dass die Funktion dort nach oben unbeschränkt ist. Es können sich aber durchaus unendlich viele Gewichte auf kleinem Raum befinden, solange ihr Gesamtbeitrag zur Funktion endlich bleibt. Ebenso ist möglich, dass eine Sprungfunktion im Grenzwert gegen {\displaystyle \pm \infty } unbeschränkt ist.

## Beispiel

Graph der Gaußklammer

Typisches Beispiel für eine Sprungfunktion ist die Gauß-Klammer. Sie ordnet jeder Zahl die nächstkleinere ganze Zahl zu, ist also gegeben durch
{\displaystyle G(x):=\max\{k\in \mathbb {Z} \mid k\leq x\}}
Die Menge der Sprungstellen ist {\displaystyle A=\mathbb {Z} } und jede Sprungstelle bekommt das Gewicht eins, also
{\displaystyle p(k)=1}   für alle   {\displaystyle k\in \mathbb {Z} }.

## Abgrenzung
Sprungfunktionen sind sowohl den Treppenfunktionen als auch den einfachen Funktionen ähnlich, aber im Allgemeinen von ihnen verschieden.
- Sprungfunktionen sind stets wachsend. Dies ist bei Treppenfunktionen nicht gegeben, ebenso wenig bei einfachen Funktionen.
- Sprungfunktionen können abzählbar viele Werte annehmen, Treppenfunktionen und einfache Funktionen nur endlich viele Werte.